# Bassillac et Auberoche
Bassillac et Auberoche is een gemeente in het Franse departement Dordogne (regio Nouvelle-Aquitaine). De plaats maakt deel uit van het arrondissement Périgueux. Bassillac et Auberoche is op 1 januari 2017 ontstaan door de fusie van de gemeenten Bassillac, Blis-et-Born, Le Change, Eyliac, Milhac-d'Auberoche en Saint-Antoine-d'Auberoche. Bassillac et Auberoche telde op 1 januari 2022 4.365 inwoners.

## Geografie
De oppervlakte van Bassillac et Auberoche bedraagt 45,79 km², de bevolkingsdichtheid is 29 inwoners per km² (per 1 januari 2019).
De onderstaande kaart toont de ligging van Bassillac et Auberoche met de belangrijkste infrastructuur en aangrenzende gemeenten.

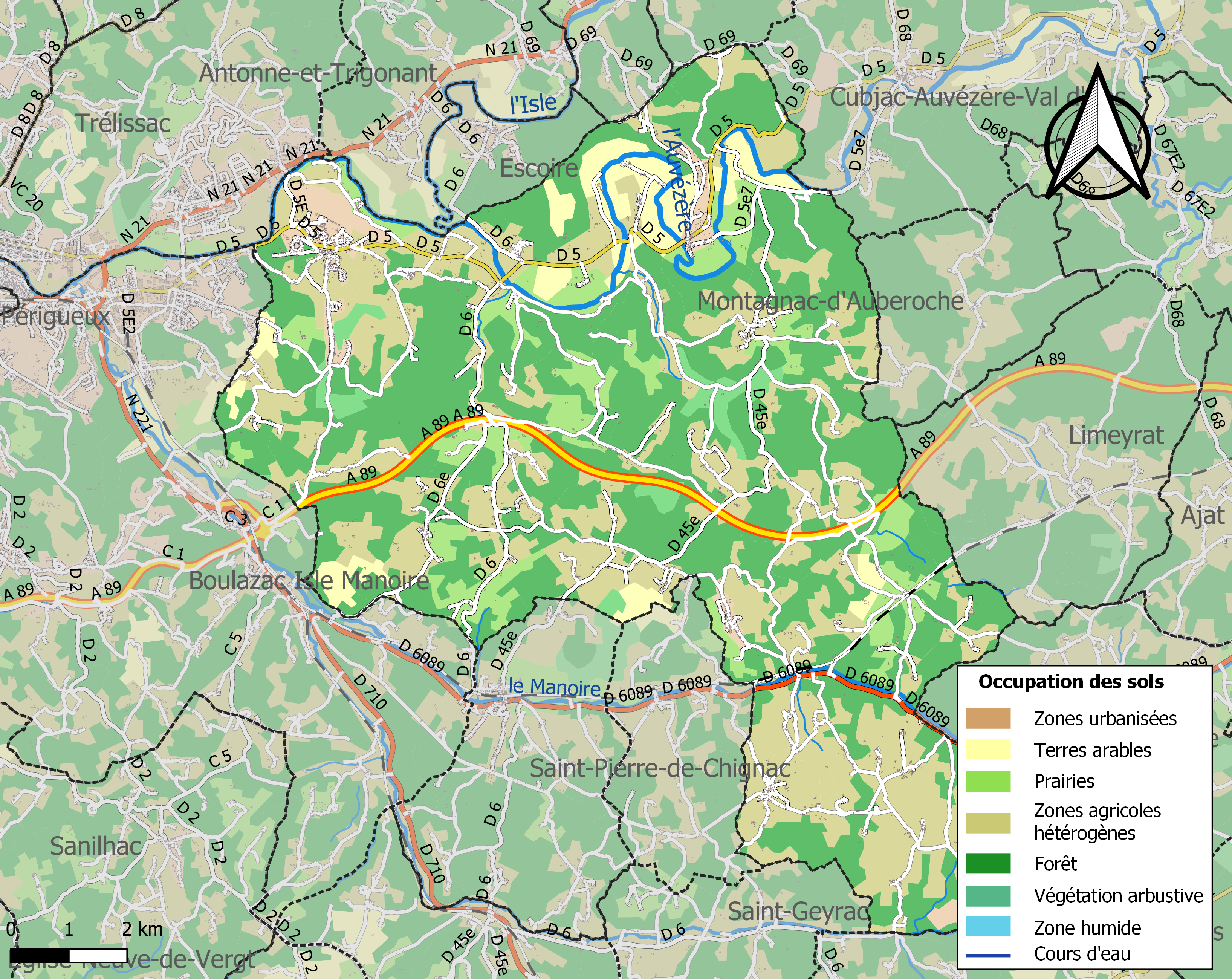

## Bezienswaardigheden
- Kasteel van Rognac
- Kasteel van La Sandre